# 戸切テレビ中継局
戸切テレビ中継局（とぎりテレビちゅうけいきょく）は、福岡県遠賀郡岡垣町にあるテレビジョン放送のミニサテライト局。ここでは、2013年に開局した岡垣テレビ中継局についても併せて記載する。

## 概要
岡垣町戸切地区は山がちな地形で、皿倉山にある八幡テレビ・FM放送所からの電波が届きにくい地区も多かった。そこで難視聴対策としてミニサテ局が設けられ、最終的にTVQ九州放送を含む全局が出揃った。デジタル放送についても2010年に開局した。
ところがアナログ放送終了後、今度は波津海水浴場など観光名所がある町の北部でNHK総合テレビジョンが良好に映らないという事態が発生、しかも影響を受ける世帯は戸切局よりも多かった。そこでこの事態を解消するため、新たに「補間局」として岡垣デジタル中継局が2013年に開局した。
なお両局ともあくまでも難視聴対策が目的のためエリアは大きく絞られ限られており、重複しない。ほとんどの地域では八幡局を直接受信する。
所在地
- 戸切局：岡垣町戸切字畑1515－2
- 岡垣局：岡垣町手野

## チャンネルと出力

### 戸切デジタル局
| ID | 放送局名         | 物理ch | 空中線電力 | ERP  | 放送対象地域 | 放送区域内 世帯数 | 放送開始日    | 偏波面 |
| -- | ---------------- | ------ | ---------- | ---- | ------------ | ----------------- | ------------- | ------ |
| 1  | KBC 九州朝日放送 | 48ch   | 10mW       | 36mW | 福岡県       | 196世帯           | 2010年2月10日 | 水平   |
| 2  | NHK北九州教育    | 38ch   | 10mW       | 37mW | 全国         | 196世帯           | 2010年2月10日 | 水平   |
| 3  | NHK北九州総合    | 37ch   | 10mW       | 37mW | 福岡県東部   | 196世帯           | 2010年2月10日 | 水平   |
| 4  | RKB毎日放送      | 45ch   | 10mW       | 36mW | 福岡県       | 196世帯           | 2010年2月10日 | 水平   |
| 5  | FBS 福岡放送     | 44ch   | 10mW       | 37mW | 福岡県       | 196世帯           | 2010年2月10日 | 水平   |
| 7  | TVQ九州放送      | 46ch   | 10mW       | 36mW | 福岡県       | 196世帯           | 2010年2月10日 | 水平   |
| 8  | TNCテレビ西日本  | 49ch   | 10mW       | 36mW | 福岡県       | 196世帯           | 2010年2月10日 | 水平   |

- 2009年12月24日…予備免許交付
- 2010年1月25日から2月9日まで…試験放送
- 2010年2月4日…本免許交付

### 岡垣デジタル局
| ID | 放送局名      | 物理ch | 空中線電力 | ERP  | 放送対象地域 | 放送区域内 世帯数 | 放送開始日    | 偏波面 |
| -- | ------------- | ------ | ---------- | ---- | ------------ | ----------------- | ------------- | ------ |
| 3  | NHK北九州総合 | 37ch   | 1W         | 2.8W | 福岡県東部   | 485世帯           | 2013年2月19日 | 不明   |

- 2013年2月5日から2月18日まで…試験放送

### 戸切アナログ局
2011年7月24日23:59を以って停波した。
| ch | 放送局名         | 空中線電力 （映像/音声） | ERP （映像/音声） | 放送対象地域 | 放送区域内世帯数 | 開局日        | 偏波面 |
| -- | ---------------- | ------------------------ | ----------------- | ------------ | ---------------- | ------------- | ------ |
| 50 | TVQ九州放送      | 100mW/25mW               | 350mW/89mW        | 福岡県       | 不明             | 1996年2月20日 | 水平   |
| 52 | KBC 九州朝日放送 | 100mW/25mW               | 350mW/89mW        | 福岡県       | 不明             | 1979年6月26日 | 水平   |
| 54 | NHK北九州総合    | 100mW/25mW               | 350mW/89mW        | 福岡県東部   | 不明             | 1979年6月27日 | 水平   |
| 56 | RKB毎日放送      | 100mW/25mW               | 350mW/89mW        | 福岡県       | 不明             | 1979年6月27日 | 水平   |
| 58 | TNC テレビ西日本 | 100mW/25mW               | 350mW/89mW        | 福岡県       | 不明             | 1979年6月27日 | 水平   |
| 60 | NHK北九州教育    | 100mW/25mW               | 350mW/89mW        | 全国         | 不明             | 1979年6月27日 | 水平   |
| 62 | FBS 福岡放送     | 100mW/25mW               | 350mW/89mW        | 福岡県       | 不明             | 1979年6月27日 | 水平   |